# Llista de topònims de Benifallet
Llista de topònims (noms propis de lloc) del municipi de Benifallet, al Baix Ebre
Informació actualitzada per un bot. Els canvis manuals es perdran quan s'actualitzi!

## aqüeducte
| imatge | Nom                                  | Ubicat a   | instància de   | Detalls                     | coordenades                                        | Protecció                                  | Commons (més fotos) | Dades a WD                    |
| ------ | ------------------------------------ | ---------- | -------------- | --------------------------- | -------------------------------------------------- | ------------------------------------------ | ------------------- | ----------------------------- |
|        | Aqüeducte del Desert de Sant Hilarió | Benifallet | aqüeducte      | Estil: arquitectura popular |                                                    | bé integrant del patrimoni cultural català |                     | Modifica les dades a Wikidata |
|        | aqüeducte de Xalamera                | Benifallet | aqüeducte pont | Estil: arquitectura popular | 40° 56′ 36″ N, 0° 28′ 56″ E / 40.9434°N,0.482088°E | bé integrant del patrimoni cultural català |                     | Modifica les dades a Wikidata |

## assentament humà
| imatge | Nom       | Ubicat a   | instància de     | Detalls | coordenades                                                        | Protecció | Commons (més fotos) | Dades a WD                    |
| ------ | --------- | ---------- | ---------------- | ------- | ------------------------------------------------------------------ | --------- | ------------------- | ----------------------------- |
|        | Aldovesta | Benifallet | assentament humà |         |                                                                    |           |                     | Modifica les dades a Wikidata |
|        | Costumà   | Benifallet | assentament humà |         | 40° 57′ 46″ N, 0° 33′ 04″ E / 40.962652071684°N,0.55098287341113°E |           |                     | Modifica les dades a Wikidata |

## cabana
| imatge | Nom                    | Ubicat a   | instància de | Detalls | coordenades                                                          | Protecció | Commons (més fotos) | Dades a WD                    |
| ------ | ---------------------- | ---------- | ------------ | ------- | -------------------------------------------------------------------- | --------- | ------------------- | ----------------------------- |
|        | caseta de Josep Ferrer | Benifallet | cabana       |         | 41° 00′ 14″ N, 0° 33′ 41″ E / 41.0038232299726°N,0.561374694620744°E |           |                     | Modifica les dades a Wikidata |
|        | caseta de Videllet     | Benifallet | cabana       |         | 41° 00′ 01″ N, 0° 33′ 15″ E / 41.0003368193394°N,0.554120253505243°E |           |                     | Modifica les dades a Wikidata |
|        | corral d'Anselmo       | Benifallet | cabana       |         | 40° 57′ 02″ N, 0° 30′ 03″ E / 40.9506206589872°N,0.500952770366942°E |           |                     | Modifica les dades a Wikidata |
|        | la Pallissa            | Benifallet | cabana       |         | 40° 57′ 13″ N, 0° 34′ 42″ E / 40.9534962346321°N,0.578257483482294°E |           |                     | Modifica les dades a Wikidata |
|        | pallissa de Garrupo    | Benifallet | cabana       |         | 40° 59′ 15″ N, 0° 33′ 20″ E / 40.9874989706605°N,0.555688537995697°E |           |                     | Modifica les dades a Wikidata |

## castell
| imatge | Nom                    | Ubicat a   | instància de | Detalls                     | coordenades                                                                | Protecció                                            | Commons (més fotos)   | Dades a WD                    |
| ------ | ---------------------- | ---------- | ------------ | --------------------------- | -------------------------------------------------------------------------- | ---------------------------------------------------- | --------------------- | ----------------------------- |
|        | Castell de Benifallet  | Benifallet | castell      |                             | 40° 58′ 24″ N, 0° 31′ 07″ E / 40.97334°N,0.51863°E 46 msnm                 | bé d'interès cultural bé cultural d'interès nacional | Castell de Benifallet | Modifica les dades a Wikidata |
|        | Castell de Coll de Som | Benifallet | castell      | Estil: arquitectura popular | 40° 55′ 51″ N, 0° 29′ 32″ E / 40.9309°N,0.492278°E ca:Dalt del coll de Som | bé d'interès cultural bé cultural d'interès nacional |                       | Modifica les dades a Wikidata |
|        | Roca Folletera         | Benifallet | castell      |                             | 41° 00′ 41″ N, 0° 33′ 36″ E / 41.011261°N,0.55987°E                        | bé d'interès cultural bé cultural d'interès nacional |                       | Modifica les dades a Wikidata |

## cova
| imatge | Nom                  | Ubicat a   | instància de | Detalls | coordenades                                                          | Protecció | Commons (més fotos) | Dades a WD                    |
| ------ | -------------------- | ---------- | ------------ | ------- | -------------------------------------------------------------------- | --------- | ------------------- | ----------------------------- |
|        | Cova Guixera         | Benifallet | cova         |         | 40° 57′ 27″ N, 0° 29′ 09″ E / 40.9575426050492°N,0.485840134033021°E |           |                     | Modifica les dades a Wikidata |
|        | Cova Roja            | Benifallet | cova         |         | 41° 00′ 02″ N, 0° 32′ 03″ E / 41.0004706398215°N,0.534201336830748°E |           |                     | Modifica les dades a Wikidata |
|        | cova de Garites      | Benifallet | cova         |         | 40° 58′ 19″ N, 0° 27′ 04″ E / 40.9720576145692°N,0.451206326068298°E |           |                     | Modifica les dades a Wikidata |
|        | cova de la Gotellera | Benifallet | cova         |         | 40° 58′ 43″ N, 0° 29′ 43″ E / 40.9787452054794°N,0.49535086191042°E  |           |                     | Modifica les dades a Wikidata |
|        | cova del Siscar      | Benifallet | cova         |         | 40° 55′ 52″ N, 0° 29′ 20″ E / 40.9312377058272°N,0.488952172353497°E |           |                     | Modifica les dades a Wikidata |
|        | cova dels Emboscats  | Benifallet | cova         |         | 40° 57′ 05″ N, 0° 33′ 53″ E / 40.9514114894627°N,0.564814098694852°E |           |                     | Modifica les dades a Wikidata |
|        | coves de Benifallet  | Benifallet | cova         |         | 40° 56′ 54″ N, 0° 30′ 34″ E / 40.9483212416961°N,0.509569005385422°E |           |                     | Modifica les dades a Wikidata |
|        | les Coves            | Benifallet | cova         |         | 40° 56′ 55″ N, 0° 30′ 45″ E / 40.9487085626088°N,0.512488701197725°E |           |                     | Modifica les dades a Wikidata |

## edifici
| imatge | Nom                        | Ubicat a   | instància de | Detalls                          | coordenades                                                                       | Protecció                   | Commons (més fotos)        | Dades a WD                    |
| ------ | -------------------------- | ---------- | ------------ | -------------------------------- | --------------------------------------------------------------------------------- | --------------------------- | -------------------------- | ----------------------------- |
|        | Col·legi de Grau i de Gras | Benifallet | edifici      | Estil: arquitectura popular 1913 | 40° 58′ 25″ N, 0° 31′ 01″ E / 40.9737°N,0.517074°E ca:C. de Marcel·li Domingo, 26 | bé cultural d'interès local | Col·legi de Grau i de Gras | Modifica les dades a Wikidata |
|        | la Vall                    | Benifallet | edifici      |                                  | 40° 58′ 31″ N, 0° 27′ 58″ E / 40.975228607002°N,0.46613949674875°E                |                             |                            | Modifica les dades a Wikidata |

## ermita
| imatge | Nom                                | Ubicat a   | instància de | Detalls      | coordenades                                                   | Protecció                                  | Commons (més fotos)                  | Dades a WD                    |
| ------ | ---------------------------------- | ---------- | ------------ | ------------ | ------------------------------------------------------------- | ------------------------------------------ | ------------------------------------ | ----------------------------- |
|        | Capella de Sant Roc                | Benifallet | ermita       |              | 40° 57′ 11″ N, 0° 35′ 15″ E / 40.95309°N,0.587549°E           | bé integrant del patrimoni cultural català |                                      | Modifica les dades a Wikidata |
|        | Ermita de Sant Bernat              | Benifallet | ermita       |              |                                                               | bé integrant del patrimoni cultural català |                                      | Modifica les dades a Wikidata |
|        | Ermita de Sant Elies               | Benifallet | ermita       |              |                                                               | bé integrant del patrimoni cultural català |                                      | Modifica les dades a Wikidata |
|        | Ermita de Sant Jeroni              | Benifallet | ermita       |              | 40° 56′ 55″ N, 0° 34′ 38″ E / 40.948658°N,0.577184°E          | bé integrant del patrimoni cultural català |                                      | Modifica les dades a Wikidata |
|        | Ermita de Sant Joan Baptista       | Benifallet | ermita       |              |                                                               | bé integrant del patrimoni cultural català |                                      | Modifica les dades a Wikidata |
|        | Ermita de Sant Josep               | Benifallet | ermita       |              | 40° 57′ 03″ N, 0° 35′ 03″ E / 40.950795°N,0.58429°E 587 msnm  | bé integrant del patrimoni cultural català | Sant Josep de Benifallet             | Modifica les dades a Wikidata |
|        | Ermita de Sant Simeó               | Benifallet | ermita       |              | 40° 56′ 58″ N, 0° 34′ 48″ E / 40.94958°N,0.58006°E            | bé integrant del patrimoni cultural català | Sant Simeó de Benifallet             | Modifica les dades a Wikidata |
|        | Ermita de Santa Agnès              | Benifallet | ermita       |              | 40° 57′ 10″ N, 0° 35′ 01″ E / 40.952778°N,0.583509°E 825 msnm | bé integrant del patrimoni cultural català |                                      | Modifica les dades a Wikidata |
|        | Ermita de Santa Anna               | Benifallet | ermita       |              |                                                               | bé integrant del patrimoni cultural català |                                      | Modifica les dades a Wikidata |
|        | Ermita de Santa Teresa             | Benifallet | ermita       | 17th century | 40° 57′ 05″ N, 0° 34′ 41″ E / 40.951372°N,0.578096°E          | bé integrant del patrimoni cultural català | Ermita de Santa Teresa de Benifallet | Modifica les dades a Wikidata |
|        | Ermita de la Mare de Déu del Carme | Benifallet | ermita       |              | 40° 57′ 13″ N, 0° 34′ 42″ E / 40.953648°N,0.578274°E          | bé integrant del patrimoni cultural català |                                      | Modifica les dades a Wikidata |
|        | Ermita de la Santíssima Trinitat   | Benifallet | ermita       |              | 40° 57′ 14″ N, 0° 34′ 44″ E / 40.95378°N,0.57901°E            | bé integrant del patrimoni cultural català | Ermita de la Santíssima Trinitat     | Modifica les dades a Wikidata |

## església
| imatge | Nom                                      | Ubicat a   | instància de                             | Detalls                                | coordenades                                                            | Protecció                                  | Commons (més fotos)                      | Dades a WD                    |
| ------ | ---------------------------------------- | ---------- | ---------------------------------------- | -------------------------------------- | ---------------------------------------------------------------------- | ------------------------------------------ | ---------------------------------------- | ----------------------------- |
|        | Ermitatge de Cardó                       | Benifallet | església ermita                          |                                        | 40° 56′ 59″ N, 0° 34′ 48″ E / 40.9496°N,0.58006°E                      |                                            | Ermitatge de Cardó                       | Modifica les dades a Wikidata |
|        | Sant Onofre de l'Agulla                  | Benifallet | església ermita edifici històric capella |                                        | 40° 56′ 54″ N, 0° 34′ 45″ E / 40.948382°N,0.579067°E                   | bé integrant del patrimoni cultural català | Sant Onofre de l'Agulla                  | Modifica les dades a Wikidata |
|        | Sant Àngel de Benifallet                 | Benifallet | església ermita                          |                                        |                                                                        | bé integrant del patrimoni cultural català | Sant Àngel de Benifallet                 | Modifica les dades a Wikidata |
|        | Santa Maria de Benifallet                | Benifallet | església ermita                          | Estil: arquitectura romànica           | 40° 58′ 23″ N, 0° 31′ 05″ E / 40.973°N,0.51797°E                       | bé cultural d'interès local                | Santa Maria de Benifallet                | Modifica les dades a Wikidata |
|        | Santa Maria de l'Assumpció de Benifallet | Benifallet | església                                 | Estil: arquitectura barroca            | 40° 58′ 26″ N, 0° 31′ 05″ E / 40.97388888888889°N,0.5180555555555555°E | bé cultural d'interès local                | Santa Maria de l'Assumpció de Benifallet | Modifica les dades a Wikidata |
|        | monestir de Sant Hilarió                 | Benifallet | església monestir                        | Estil: arquitectura barroca 1606-05-06 | 40° 57′ 08″ N, 0° 34′ 37″ E / 40.9523°N,0.577031°E vall de Cardó       | bé integrant del patrimoni cultural català |                                          | Modifica les dades a Wikidata |

## font
| imatge | Nom                | Ubicat a   | instància de | Detalls | coordenades                                                          | Protecció | Commons (més fotos) | Dades a WD                    |
| ------ | ------------------ | ---------- | ------------ | ------- | -------------------------------------------------------------------- | --------- | ------------------- | ----------------------------- |
|        | font de Bissai     | Benifallet | font         |         | 40° 56′ 56″ N, 0° 32′ 33″ E / 40.9487506999214°N,0.542578178919859°E |           |                     | Modifica les dades a Wikidata |
|        | font de Cabellera  | Benifallet | font         |         | 40° 56′ 55″ N, 0° 33′ 04″ E / 40.9485476605746°N,0.551234060714939°E |           |                     | Modifica les dades a Wikidata |
|        | font de Costumà    | Benifallet | font         |         | 40° 57′ 40″ N, 0° 32′ 29″ E / 40.9610667770943°N,0.541467647661747°E |           |                     | Modifica les dades a Wikidata |
|        | font de la Columna | Benifallet | font         |         | 40° 56′ 57″ N, 0° 34′ 47″ E / 40.9492680437235°N,0.57979011887109°E  |           |                     | Modifica les dades a Wikidata |
|        | font del Manco     | Benifallet | font         |         | 40° 57′ 20″ N, 0° 33′ 54″ E / 40.9555598415163°N,0.565053640871029°E |           |                     | Modifica les dades a Wikidata |

## granja
| imatge | Nom                  | Ubicat a   | instància de | Detalls | coordenades                                                          | Protecció | Commons (més fotos) | Dades a WD                    |
| ------ | -------------------- | ---------- | ------------ | ------- | -------------------------------------------------------------------- | --------- | ------------------- | ----------------------------- |
|        | Granges de Mao       | Benifallet | granja       |         | 40° 57′ 14″ N, 0° 30′ 13″ E / 40.9537870642151°N,0.503672733071539°E |           |                     | Modifica les dades a Wikidata |
|        | Granja de Pepo       | Benifallet | granja       |         | 40° 57′ 16″ N, 0° 29′ 56″ E / 40.9544012397967°N,0.498766659092779°E |           |                     | Modifica les dades a Wikidata |
|        | Granja de la Mantons | Benifallet | granja       |         | 40° 59′ 19″ N, 0° 32′ 00″ E / 40.9886903441129°N,0.533404285145656°E |           |                     | Modifica les dades a Wikidata |
|        | Granja del Panxo     | Benifallet | granja       |         | 40° 59′ 21″ N, 0° 32′ 00″ E / 40.9892997937495°N,0.533262690434862°E |           |                     | Modifica les dades a Wikidata |

## indret
| imatge | Nom           | Ubicat a   | instància de | Detalls | coordenades                                          | Protecció | Commons (més fotos) | Dades a WD                    |
| ------ | ------------- | ---------- | ------------ | ------- | ---------------------------------------------------- | --------- | ------------------- | ----------------------------- |
|        | Valldenpons   | Benifallet | indret       |         |                                                      |           |                     | Modifica les dades a Wikidata |
|        | vall de Cardó | Benifallet | indret       |         | 40° 57′ 08″ N, 0° 34′ 36″ E / 40.952309°N,0.576602°E |           | Vall de Cardó       | Modifica les dades a Wikidata |

## jaciment arqueològic
| imatge | Nom                                | Ubicat a   | instància de                                | Detalls | coordenades                                                          | Protecció                      | Commons (més fotos) | Dades a WD                    |
| ------ | ---------------------------------- | ---------- | ------------------------------------------- | ------- | -------------------------------------------------------------------- | ------------------------------ | ------------------- | ----------------------------- |
|        | Castellot de la Roca Roja          | Benifallet | jaciment arqueològic                        |         | 40° 56′ 46″ N, 0° 29′ 34″ E / 40.9461°N,0.492639°E                   | bé cultural d'interès local    |                     | Modifica les dades a Wikidata |
|        | Poblat fenici d'Aldovesta          | Benifallet | jaciment arqueològic                        |         | 40° 57′ 09″ N, 0° 29′ 32″ E / 40.9525943921808°N,0.492300750048838°E |                                |                     | Modifica les dades a Wikidata |
|        | l'Arramblador del barranc del Racó | Benifallet | jaciment arqueològic gruta amb art rupestre |         | 40° 58′ 24″ N, 0° 31′ 53″ E / 40.9734°N,0.53134°E                    | bé cultural d'interès nacional |                     | Modifica les dades a Wikidata |
|        | poblat ibèric de la Roca Roja      | Benifallet | jaciment arqueològic poblat ibèric          |         | 40° 56′ 46″ N, 0° 29′ 35″ E / 40.9461419237598°N,0.492972660906683°E |                                |                     | Modifica les dades a Wikidata |

## masia
| imatge | Nom                        | Ubicat a   | instància de | Detalls                     | coordenades                                                           | Protecció                                  | Commons (més fotos)        | Dades a WD                    |
| ------ | -------------------------- | ---------- | ------------ | --------------------------- | --------------------------------------------------------------------- | ------------------------------------------ | -------------------------- | ----------------------------- |
|        | Can Fangal                 | Benifallet | masia        |                             | 40° 58′ 20″ N, 0° 34′ 21″ E / 40.9722530045571°N,0.572449381741403°E  |                                            |                            | Modifica les dades a Wikidata |
|        | Caseta de Sebastià Doliu   | Benifallet | masia        |                             | 41° 00′ 05″ N, 0° 32′ 50″ E / 41.0014063374242°N,0.547232562666009°E  |                                            |                            | Modifica les dades a Wikidata |
|        | Mas Vell de la Sort Gran   | Benifallet | masia        |                             | 40° 59′ 27″ N, 0° 32′ 20″ E / 40.9909244541485°N,0.538896074523236°E  |                                            |                            | Modifica les dades a Wikidata |
|        | Mas d'Assabelic            | Benifallet | masia        |                             | 40° 57′ 48″ N, 0° 34′ 17″ E / 40.9632770456604°N,0.571364516909598°E  |                                            |                            | Modifica les dades a Wikidata |
|        | Mas d'Audí                 | Benifallet | masia        |                             | 40° 59′ 14″ N, 0° 32′ 01″ E / 40.9871749558364°N,0.533722292650352°E  |                                            |                            | Modifica les dades a Wikidata |
|        | Mas d'Eulògio              | Benifallet | masia        |                             | 40° 58′ 31″ N, 0° 33′ 19″ E / 40.9751854962405°N,0.555228272171653°E  |                                            |                            | Modifica les dades a Wikidata |
|        | Mas d'Evarist              | Benifallet | masia        |                             | 40° 58′ 14″ N, 0° 28′ 05″ E / 40.9705831787674°N,0.468078184988459°E  |                                            |                            | Modifica les dades a Wikidata |
|        | Mas d'en Gall              | Benifallet | masia        |                             | 40° 58′ 31″ N, 0° 34′ 37″ E / 40.9752460532282°N,0.576855685760641°E  |                                            |                            | Modifica les dades a Wikidata |
|        | Mas d'en Montclús          | Benifallet | masia        |                             | 40° 57′ 11″ N, 0° 33′ 09″ E / 40.9531836938831°N,0.552381394991565°E  |                                            |                            | Modifica les dades a Wikidata |
|        | Mas d'en Múrria            | Benifallet | masia        |                             | 40° 57′ 46″ N, 0° 34′ 08″ E / 40.9626759565781°N,0.568915073802949°E  |                                            |                            | Modifica les dades a Wikidata |
|        | Mas d'en Pasanau           | Benifallet | masia        |                             | 40° 59′ 23″ N, 0° 30′ 22″ E / 40.989608903113°N,0.50600377407625°E    |                                            |                            | Modifica les dades a Wikidata |
|        | Mas d'en Rojals            | Benifallet | masia        |                             | 40° 57′ 28″ N, 0° 32′ 35″ E / 40.9578558998344°N,0.542953203042819°E  |                                            |                            | Modifica les dades a Wikidata |
|        | Mas de Badiol              | Benifallet | masia        |                             | 40° 57′ 12″ N, 0° 32′ 16″ E / 40.9532416186581°N,0.537766310676837°E  |                                            |                            | Modifica les dades a Wikidata |
|        | Mas de Benito de la Vall   | Benifallet | masia        |                             | 40° 58′ 28″ N, 0° 28′ 08″ E / 40.9745576876994°N,0.469007594884693°E  |                                            |                            | Modifica les dades a Wikidata |
|        | Mas de Blaio               | Benifallet | masia        |                             | 40° 55′ 55″ N, 0° 29′ 26″ E / 40.9319398709671°N,0.490588287601814°E  |                                            |                            | Modifica les dades a Wikidata |
|        | Mas de Borrasca            | Benifallet | masia        |                             | 40° 55′ 58″ N, 0° 29′ 29″ E / 40.9327020893558°N,0.491260153730772°E  |                                            |                            | Modifica les dades a Wikidata |
|        | Mas de Borriu              | Benifallet | masia        |                             | 40° 58′ 14″ N, 0° 33′ 30″ E / 40.9705848974233°N,0.558297791401064°E  |                                            |                            | Modifica les dades a Wikidata |
|        | Mas de Cabellera           | Benifallet | masia        |                             | 40° 56′ 54″ N, 0° 32′ 57″ E / 40.9482445160087°N,0.549261381577127°E  |                                            |                            | Modifica les dades a Wikidata |
|        | Mas de Caraco              | Benifallet | masia        |                             | 40° 57′ 41″ N, 0° 33′ 27″ E / 40.9614089025327°N,0.557554939492412°E  |                                            |                            | Modifica les dades a Wikidata |
|        | Mas de Caragol             | Benifallet | masia        |                             | 40° 57′ 15″ N, 0° 30′ 35″ E / 40.9542348520078°N,0.509798110600312°E  |                                            |                            | Modifica les dades a Wikidata |
|        | Mas de Colomer             | Benifallet | masia        |                             | 40° 57′ 01″ N, 0° 29′ 17″ E / 40.9501413355938°N,0.488021849865857°E  |                                            |                            | Modifica les dades a Wikidata |
|        | Mas de Corneli             | Benifallet | masia        |                             | 40° 58′ 16″ N, 0° 27′ 53″ E / 40.9711215118239°N,0.464706429640597°E  |                                            |                            | Modifica les dades a Wikidata |
|        | Mas de Faneca              | Benifallet | masia        |                             | 40° 59′ 33″ N, 0° 30′ 55″ E / 40.9926040451445°N,0.515177457656635°E  |                                            |                            | Modifica les dades a Wikidata |
|        | Mas de Folquer             | Benifallet | masia        |                             | 40° 57′ 41″ N, 0° 32′ 53″ E / 40.9612629494466°N,0.548137982013169°E  |                                            |                            | Modifica les dades a Wikidata |
|        | Mas de Garrupo             | Benifallet | masia        |                             | 40° 59′ 12″ N, 0° 33′ 18″ E / 40.9867278458479°N,0.555003841438407°E  |                                            |                            | Modifica les dades a Wikidata |
|        | Mas de Güell               | Benifallet | masia        |                             | 40° 58′ 32″ N, 0° 28′ 28″ E / 40.9756063208772°N,0.474517490180136°E  |                                            |                            | Modifica les dades a Wikidata |
|        | Mas de Lalaio              | Benifallet | masia        |                             | 40° 57′ 15″ N, 0° 27′ 54″ E / 40.9541828150123°N,0.464867874915134°E  |                                            |                            | Modifica les dades a Wikidata |
|        | Mas de Llacuna             | Benifallet | masia        |                             | 40° 58′ 38″ N, 0° 27′ 35″ E / 40.977133883886°N,0.459603396896951°E   |                                            |                            | Modifica les dades a Wikidata |
|        | Mas de Llop                | Benifallet | masia        |                             | 40° 58′ 27″ N, 0° 27′ 58″ E / 40.9741186383428°N,0.466243507250038°E  |                                            |                            | Modifica les dades a Wikidata |
|        | Mas de Llorenç Pedret      | Benifallet | masia        |                             | 41° 00′ 02″ N, 0° 33′ 07″ E / 41.0006714206416°N,0.552062971542995°E  |                                            |                            | Modifica les dades a Wikidata |
|        | Mas de Marc                | Benifallet | masia        |                             | 40° 56′ 59″ N, 0° 29′ 24″ E / 40.9497605143437°N,0.489972690194989°E  |                                            |                            | Modifica les dades a Wikidata |
|        | Mas de Meló                | Benifallet | masia        |                             | 40° 59′ 48″ N, 0° 31′ 44″ E / 40.9967258457668°N,0.528836715508806°E  |                                            |                            | Modifica les dades a Wikidata |
|        | Mas de Mena                | Benifallet | masia        |                             | 40° 57′ 05″ N, 0° 28′ 51″ E / 40.9515219320125°N,0.48071077730564°E   |                                            |                            | Modifica les dades a Wikidata |
|        | Mas de Miquel de Frases    | Benifallet | masia        |                             | 40° 57′ 51″ N, 0° 28′ 44″ E / 40.9640443982391°N,0.478772802779288°E  |                                            |                            | Modifica les dades a Wikidata |
|        | Mas de Mollet              | Benifallet | masia        |                             | 40° 57′ 33″ N, 0° 30′ 25″ E / 40.9592°N,0.507038°E 18 msnm            | bé integrant del patrimoni cultural català | Mas de Mollet (Benifallet) | Modifica les dades a Wikidata |
|        | Mas de Panisello           | Benifallet | masia        |                             | 40° 57′ 40″ N, 0° 33′ 06″ E / 40.9609754023945°N,0.551558716985418°E  |                                            |                            | Modifica les dades a Wikidata |
|        | Mas de Pantoni             | Benifallet | masia        |                             | 40° 55′ 52″ N, 0° 29′ 19″ E / 40.9309787330005°N,0.488641321137388°E  |                                            |                            | Modifica les dades a Wikidata |
|        | Mas de Panxon              | Benifallet | masia        |                             | 40° 58′ 35″ N, 0° 28′ 13″ E / 40.9764619156455°N,0.470408446916875°E  |                                            |                            | Modifica les dades a Wikidata |
|        | Mas de Pepo                | Benifallet | masia        |                             | 40° 57′ 44″ N, 0° 33′ 17″ E / 40.9622142393033°N,0.554756710534759°E  |                                            |                            | Modifica les dades a Wikidata |
|        | Mas de Pere de les Cases   | Benifallet | masia        |                             | 40° 56′ 58″ N, 0° 32′ 28″ E / 40.9494405679206°N,0.541138895668354°E  |                                            |                            | Modifica les dades a Wikidata |
|        | Mas de Perea               | Benifallet | masia        |                             | 40° 57′ 07″ N, 0° 29′ 44″ E / 40.9518477069727°N,0.495655455886978°E  |                                            |                            | Modifica les dades a Wikidata |
|        | Mas de Pistatxa            | Benifallet | masia        |                             | 40° 58′ 05″ N, 0° 32′ 56″ E / 40.9679824659237°N,0.548994249282013°E  |                                            |                            | Modifica les dades a Wikidata |
|        | Mas de Pistoles            | Benifallet | masia        |                             | 40° 57′ 13″ N, 0° 27′ 34″ E / 40.9537383060806°N,0.459408014165023°E  |                                            |                            | Modifica les dades a Wikidata |
|        | Mas de Rabosa              | Benifallet | masia        |                             | 40° 57′ 54″ N, 0° 27′ 53″ E / 40.9651329571683°N,0.464757544718053°E  |                                            |                            | Modifica les dades a Wikidata |
|        | Mas de Valeri              | Benifallet | masia        |                             | 40° 59′ 43″ N, 0° 33′ 22″ E / 40.9951551237053°N,0.556118873296266°E  |                                            |                            | Modifica les dades a Wikidata |
|        | Mas de Vallespí            | Benifallet | masia        |                             | 40° 59′ 44″ N, 0° 32′ 47″ E / 40.9956243509627°N,0.54641275545185°E   |                                            |                            | Modifica les dades a Wikidata |
|        | Mas de Videllet            | Benifallet | masia        |                             | 41° 00′ 05″ N, 0° 33′ 11″ E / 41.0012801437571°N,0.5531580100123°E    |                                            |                            | Modifica les dades a Wikidata |
|        | Mas de Viscarro            | Benifallet | masia        |                             | 40° 59′ 49″ N, 0° 32′ 26″ E / 40.9968857241958°N,0.540516918397512°E  |                                            |                            | Modifica les dades a Wikidata |
|        | Mas de Visco               | Benifallet | masia        |                             | 40° 57′ 58″ N, 0° 27′ 29″ E / 40.966046188832°N,0.45817323604917°E    |                                            |                            | Modifica les dades a Wikidata |
|        | Mas de Xepos               | Benifallet | masia        |                             | 40° 58′ 14″ N, 0° 32′ 57″ E / 40.9706815568385°N,0.549274583071743°E  |                                            |                            | Modifica les dades a Wikidata |
|        | Mas de Ximet               | Benifallet | masia        |                             | 40° 56′ 57″ N, 0° 29′ 28″ E / 40.9490748741162°N,0.491162874098937°E  |                                            |                            | Modifica les dades a Wikidata |
|        | Mas de Ximo                | Benifallet | masia        |                             | 40° 58′ 57″ N, 0° 31′ 56″ E / 40.9824306260063°N,0.532151952333475°E  |                                            |                            | Modifica les dades a Wikidata |
|        | Mas de l'Antònia del Dragó | Benifallet | masia        |                             | 40° 59′ 29″ N, 0° 33′ 25″ E / 40.9914554891503°N,0.5570757980129°E    |                                            |                            | Modifica les dades a Wikidata |
|        | Mas de la Calitxa          | Benifallet | masia        |                             | 40° 57′ 35″ N, 0° 32′ 22″ E / 40.9597781490461°N,0.539329276272115°E  |                                            |                            | Modifica les dades a Wikidata |
|        | Mas de la Cantanda         | Benifallet | masia        |                             | 40° 57′ 16″ N, 0° 30′ 14″ E / 40.954433183892°N,0.50376474900861°E    |                                            |                            | Modifica les dades a Wikidata |
|        | Mas de la Comanegra        | Benifallet | masia        |                             | 40° 58′ 15″ N, 0° 34′ 16″ E / 40.9709659532971°N,0.571213148524504°E  |                                            |                            | Modifica les dades a Wikidata |
|        | Mas de la Roia             | Benifallet | masia        |                             | 40° 57′ 31″ N, 0° 31′ 35″ E / 40.9585363011179°N,0.526341550919359°E  |                                            |                            | Modifica les dades a Wikidata |
|        | Mas de la Rulla            | Benifallet | masia        |                             | 40° 57′ 49″ N, 0° 33′ 32″ E / 40.9636256159447°N,0.558875281274792°E  |                                            |                            | Modifica les dades a Wikidata |
|        | Mas de la Seguera          | Benifallet | masia        |                             | 40° 57′ 56″ N, 0° 33′ 39″ E / 40.9656683961832°N,0.560915079697782°E  |                                            |                            | Modifica les dades a Wikidata |
|        | Mas de la Surralla         | Benifallet | masia        |                             | 40° 59′ 15″ N, 0° 30′ 12″ E / 40.9874686455737°N,0.503448155103058°E  |                                            |                            | Modifica les dades a Wikidata |
|        | Mas de la Sénia            | Benifallet | masia        |                             | 40° 57′ 46″ N, 0° 30′ 51″ E / 40.962763890447°N,0.51414447383748°E    |                                            |                            | Modifica les dades a Wikidata |
|        | Mas de la Vall             | Benifallet | masia        | Estil: arquitectura popular | 40° 58′ 22″ N, 0° 29′ 50″ E / 40.972848055556°N,0.497295°E            | bé integrant del patrimoni cultural català |                            | Modifica les dades a Wikidata |
|        | Mas de la Xima             | Benifallet | masia        |                             | 40° 58′ 23″ N, 0° 33′ 40″ E / 40.9729662759751°N,0.561014567714744°E  |                                            |                            | Modifica les dades a Wikidata |
|        | Mas deI Jeroni             | Benifallet | masia        |                             | 40° 58′ 10″ N, 0° 28′ 16″ E / 40.9694601780968°N,0.471080073165471°E  |                                            |                            | Modifica les dades a Wikidata |
|        | Mas del Banyot             | Benifallet | masia        |                             | 40° 58′ 55″ N, 0° 33′ 50″ E / 40.9820432165108°N,0.56388913116371°E   |                                            |                            | Modifica les dades a Wikidata |
|        | Mas del Catxorro           | Benifallet | masia        |                             | 40° 58′ 47″ N, 0° 31′ 36″ E / 40.9796012073993°N,0.526635797800653°E  |                                            |                            | Modifica les dades a Wikidata |
|        | Mas del Fuster             | Benifallet | masia        |                             | 40° 57′ 51″ N, 0° 28′ 27″ E / 40.9640332428905°N,0.474151015392209°E  |                                            |                            | Modifica les dades a Wikidata |
|        | Mas del Gord               | Benifallet | masia        |                             | 40° 56′ 07″ N, 0° 29′ 50″ E / 40.9352366134591°N,0.497221556612127°E  |                                            |                            | Modifica les dades a Wikidata |
|        | Mas del Magre              | Benifallet | masia        |                             | 40° 58′ 27″ N, 0° 28′ 28″ E / 40.974070677838°N,0.474314640776813°E   |                                            |                            | Modifica les dades a Wikidata |
|        | Mas del Martí              | Benifallet | masia        |                             | 40° 57′ 21″ N, 0° 28′ 41″ E / 40.9557434987771°N,0.478114624313669°E  |                                            |                            | Modifica les dades a Wikidata |
|        | Mas del Moreno             | Benifallet | masia        |                             | 40° 58′ 38″ N, 0° 33′ 36″ E / 40.977330214032°N,0.559950495816075°E   |                                            |                            | Modifica les dades a Wikidata |
|        | Mas del Murall             | Benifallet | masia        |                             | 40° 57′ 56″ N, 0° 30′ 54″ E / 40.9654242952756°N,0.514926442246854°E  |                                            |                            | Modifica les dades a Wikidata |
|        | Mas del Rostit             | Benifallet | masia        |                             | 40° 59′ 10″ N, 0° 33′ 46″ E / 40.9862456768725°N,0.562854794680854°E  |                                            |                            | Modifica les dades a Wikidata |
|        | Mas del Todolano           | Benifallet | masia        |                             | 40° 59′ 26″ N, 0° 33′ 23″ E / 40.9904521337697°N,0.556482835661329°E  |                                            |                            | Modifica les dades a Wikidata |
|        | Mas dels Barberans         | Benifallet | masia        |                             | 40° 58′ 38″ N, 0° 30′ 23″ E / 40.9771099942262°N,0.506334771066019°E  |                                            |                            | Modifica les dades a Wikidata |
|        | Masos de Badiol            | Benifallet | masia        |                             | 40° 58′ 47″ N, 0° 34′ 02″ E / 40.9796566952563°N,0.567316738772073°E  |                                            |                            | Modifica les dades a Wikidata |
|        | Molí de Vent               | Benifallet | masia        |                             | 40° 59′ 32″ N, 0° 33′ 56″ E / 40.9923565224445°N,0.565601516029383°E  |                                            |                            | Modifica les dades a Wikidata |
|        | Venta Roja                 | Benifallet | masia        |                             | 40° 57′ 12″ N, 0° 27′ 04″ E / 40.9532745022963°N,0.45105017144616°E   |                                            |                            | Modifica les dades a Wikidata |
|        | Xalamera                   | Benifallet | masia        | Estil: arquitectura popular | 40° 56′ 35″ N, 0° 29′ 16″ E / 40.943°N,0.48779°E ca:Crtra.C-12, km 35 | bé integrant del patrimoni cultural català |                            | Modifica les dades a Wikidata |

## muntanya
| imatge | Nom               | Ubicat a                     | instància de | Detalls | coordenades                                                             | Protecció | Commons (més fotos) | Dades a WD                    |
| ------ | ----------------- | ---------------------------- | ------------ | ------- | ----------------------------------------------------------------------- | --------- | ------------------- | ----------------------------- |
|        | Coll de Llevant   | Benifallet                   | muntanya     |         | 40° 58′ 30″ N, 0° 32′ 51″ E / 40.97505556°N,0.5475°E 391.2 msnm         |           |                     | Modifica les dades a Wikidata |
|        | Coll de Llumaners | Benifallet                   | muntanya     |         | 40° 57′ 38″ N, 0° 32′ 07″ E / 40.9606°N,0.535333°E 364.5 msnm           |           |                     | Modifica les dades a Wikidata |
|        | Coll de Miravet   | Rasquera Benifallet          | muntanya     |         | 40° 59′ 48″ N, 0° 34′ 16″ E / 40.9967°N,0.571139°E 238.5 msnm           |           |                     | Modifica les dades a Wikidata |
|        | Collet del Rei    | Benifallet                   | muntanya     |         | 40° 59′ 42″ N, 0° 32′ 58″ E / 40.99511111°N,0.54933333°E 152.4 msnm     |           |                     | Modifica les dades a Wikidata |
|        | Creu de Santos    | Tivenys Benifallet Rasquera  | muntanya     |         | 40° 56′ 26″ N, 0° 35′ 10″ E / 40.9406887493°N,0.586018857692°E 942 msnm |           | La Creu de Santos   | Modifica les dades a Wikidata |
|        | Lo Coll Pelat     | Rasquera Benifallet          | muntanya     |         | 40° 57′ 09″ N, 0° 35′ 31″ E / 40.95261111°N,0.59186111°E 769.9 msnm     |           |                     | Modifica les dades a Wikidata |
|        | Moleta de la Sila | Benifallet                   | muntanya     |         | 40° 58′ 58″ N, 0° 30′ 51″ E / 40.9828°N,0.514167°E 108.2 msnm           |           |                     | Modifica les dades a Wikidata |
|        | Punta de l'Agulla | Tivenys Benifallet           | muntanya     |         | 40° 56′ 52″ N, 0° 33′ 09″ E / 40.94780556°N,0.55238889°E 720.3 msnm     |           |                     | Modifica les dades a Wikidata |
|        | Roca Folletera    | Miravet Benifallet           | muntanya     |         | 41° 00′ 41″ N, 0° 33′ 36″ E / 41.01127778°N,0.55988889°E 203.2 msnm     |           |                     | Modifica les dades a Wikidata |
|        | Roca Foradada     | Benifallet                   | muntanya     |         | 40° 59′ 09″ N, 0° 31′ 10″ E / 40.9859°N,0.5195°E 200.2 msnm             |           |                     | Modifica les dades a Wikidata |
|        | Roca Roja         | Benifallet                   | muntanya     |         | 40° 57′ 15″ N, 0° 33′ 28″ E / 40.9542°N,0.557853°E 630.5 msnm           |           |                     | Modifica les dades a Wikidata |
|        | Roca dels Penjats | Benifallet                   | muntanya     |         | 40° 59′ 53″ N, 0° 33′ 15″ E / 40.99805556°N,0.55413889°E 100 msnm       |           |                     | Modifica les dades a Wikidata |
|        | Valliplana        | Benifallet el Pinell de Brai | muntanya     |         | 40° 59′ 09″ N, 0° 29′ 46″ E / 40.9857°N,0.496°E                         |           |                     | Modifica les dades a Wikidata |
|        | l'Argila          | Tivenys Benifallet           | muntanya     |         | 40° 56′ 24″ N, 0° 31′ 22″ E / 40.9401°N,0.522833°E 442.6 msnm           |           |                     | Modifica les dades a Wikidata |
|        | la Mola           | Benifallet                   | muntanya     |         | 40° 58′ 35″ N, 0° 32′ 05″ E / 40.97636111°N,0.53483333°E 253.6 msnm     |           |                     | Modifica les dades a Wikidata |
|        | la Tossa          | Benifallet                   | muntanya     |         | 40° 58′ 54″ N, 0° 33′ 32″ E / 40.98172222°N,0.55894444°E 494.5 msnm     |           |                     | Modifica les dades a Wikidata |
|        | les Armes del Rei | Benifallet                   | muntanya     |         | 40° 57′ 51″ N, 0° 27′ 12″ E / 40.9641°N,0.453222°E 432.3 msnm           |           |                     | Modifica les dades a Wikidata |
|        | les Picòssies     | Benifallet Rasquera          | muntanya     |         | 40° 57′ 49″ N, 0° 35′ 04″ E / 40.963486°N,0.58437°E 772 msnm            |           | Les Picòssies       | Modifica les dades a Wikidata |
|        | lo Caramull       | Benifallet                   | muntanya     |         | 40° 59′ 14″ N, 0° 32′ 52″ E / 40.987114°N,0.547846°E 429 msnm           |           |                     | Modifica les dades a Wikidata |

## oratori
| imatge | Nom                        | Ubicat a   | instància de | Detalls                     | coordenades         | Protecció                                  | Commons (més fotos) | Dades a WD                    |
| ------ | -------------------------- | ---------- | ------------ | --------------------------- | ------------------- | ------------------------------------------ | ------------------- | ----------------------------- |
|        | Capella III del Via Crucis | Benifallet | oratori      | Estil: arquitectura popular | ca:C. de l'Escaleta | bé integrant del patrimoni cultural català |                     | Modifica les dades a Wikidata |
|        | Capella IX del Via Crucis  | Benifallet | oratori      | Estil: arquitectura popular | ca:C. de l'Escaleta | bé integrant del patrimoni cultural català |                     | Modifica les dades a Wikidata |

## pedrera
| imatge | Nom               | Ubicat a   | instància de | Detalls | coordenades                                                          | Protecció | Commons (més fotos) | Dades a WD                    |
| ------ | ----------------- | ---------- | ------------ | ------- | -------------------------------------------------------------------- | --------- | ------------------- | ----------------------------- |
|        | Pedrera de Borràs | Benifallet | pedrera      |         | 40° 56′ 17″ N, 0° 30′ 07″ E / 40.9379984000757°N,0.502046475525684°E |           |                     | Modifica les dades a Wikidata |
|        | Pedrera de Mayor  | Benifallet | pedrera      |         | 40° 56′ 10″ N, 0° 29′ 45″ E / 40.9360190024343°N,0.495921139811479°E |           |                     | Modifica les dades a Wikidata |

## pont
| imatge | Nom               | Ubicat a   | instància de | Detalls | coordenades                                                          | Protecció | Commons (més fotos) | Dades a WD                    |
| ------ | ----------------- | ---------- | ------------ | ------- | -------------------------------------------------------------------- | --------- | ------------------- | ----------------------------- |
|        | Pont de Pipa      | Benifallet | pont         |         | 40° 57′ 10″ N, 0° 26′ 52″ E / 40.9527530653044°N,0.447838816586394°E |           |                     | Modifica les dades a Wikidata |
|        | Pont de Riberola  | Benifallet | pont         |         | 40° 58′ 54″ N, 0° 29′ 18″ E / 40.9816250258619°N,0.488205648051116°E |           |                     | Modifica les dades a Wikidata |
|        | Pont de Segura    | Benifallet | pont         |         | 40° 59′ 34″ N, 0° 33′ 31″ E / 40.992733752857°N,0.558740394336229°E  |           |                     | Modifica les dades a Wikidata |
|        | Pont de la Balç   | Benifallet | pont         |         | 40° 59′ 38″ N, 0° 34′ 20″ E / 40.9938186549222°N,0.572145410868355°E |           |                     | Modifica les dades a Wikidata |
|        | Pont de la Vall   | Benifallet | pont         |         | 40° 57′ 57″ N, 0° 30′ 24″ E / 40.965778298677°N,0.506714124429155°E  |           |                     | Modifica les dades a Wikidata |
|        | Pont de les Coves | Benifallet | pont         |         | 40° 57′ 08″ N, 0° 30′ 37″ E / 40.9523245666474°N,0.510178819185997°E |           |                     | Modifica les dades a Wikidata |
|        | Pont dels Frares  | Benifallet | pont         |         | 40° 57′ 23″ N, 0° 29′ 09″ E / 40.9563466921143°N,0.485933060709163°E |           |                     | Modifica les dades a Wikidata |

## serra
| imatge | Nom            | Ubicat a           | instància de | Detalls | coordenades                                                   | Protecció | Commons (més fotos) | Dades a WD                    |
| ------ | -------------- | ------------------ | ------------ | ------- | ------------------------------------------------------------- | --------- | ------------------- | ----------------------------- |
|        | Set Serres     | Benifallet Tivenys | serra        |         | 40° 56′ 25″ N, 0° 31′ 41″ E / 40.9404°N,0.528167°E 442.6 msnm |           |                     | Modifica les dades a Wikidata |
|        | lo Coniller    | Benifallet         | serra        |         | 40° 58′ 43″ N, 0° 30′ 47″ E / 40.9787°N,0.513111°E 130.3 msnm |           |                     | Modifica les dades a Wikidata |
|        | serra de Cardó | Benifallet Tivenys | serra        |         | 40° 56′ 40″ N, 0° 32′ 28″ E / 40.94444444°N,0.54111111°E      |           | Serra de Cardó      | Modifica les dades a Wikidata |

## vèrtex geodèsic
| imatge | Nom     | Ubicat a   | instància de    | Detalls    | coordenades                                                       | Protecció | Commons (més fotos) | Dades a WD                    |
| ------ | ------- | ---------- | --------------- | ---------- | ----------------------------------------------------------------- | --------- | ------------------- | ----------------------------- |
|        | Argila  | Benifallet | vèrtex geodèsic | Alt: 1.2m  | 40° 56′ 24″ N, 0° 31′ 22″ E / 40.940102°N,0.522789°E 442.328 msnm |           |                     | Modifica les dades a Wikidata |
|        | Carmull | Benifallet | vèrtex geodèsic | Alt: 1.11m | 40° 59′ 14″ N, 0° 32′ 52″ E / 40.987114°N,0.547843°E 428.82 msnm  |           |                     | Modifica les dades a Wikidata |
|        | Rey     | Benifallet | vèrtex geodèsic | Alt: 1.2m  | 40° 57′ 51″ N, 0° 27′ 12″ E / 40.964091°N,0.45324°E 432.287 msnm  |           |                     | Modifica les dades a Wikidata |

## Misc
| imatge | Nom                             | Ubicat a                                                                  | instància de                                   | Detalls                                                  | coordenades                                                                                             | Protecció                                  | Commons (més fotos)      | Dades a WD                    |
| ------ | ------------------------------- | ------------------------------------------------------------------------- | ---------------------------------------------- | -------------------------------------------------------- | --- | ------------------------------------------ | ------------------------ | ----------------------------- |
|        | Balneari de Cardó               | Benifallet                                                                | balneari                                       | Estil: arquitectura eclèctica noucentisme 1866-06-05     | 40° 57′ 09″ N, 0° 34′ 36″ E / 40.9525°N,0.576726°E ca:Serra de Cardó. Accés des de Rasquera             | bé cultural d'interès local                | Balneari de Cardó        | Modifica les dades a Wikidata |
|        | Benifallet                      | Benifallet                                                                | entitat singular de població capital municipal | 724 hab                                                  | 40° 58′ 27″ N, 0° 31′ 04″ E / 40.97422°N,0.51767°E 18 msnm                                              |                                            |                          | Modifica les dades a Wikidata |
|        | Cova Culla                      | Benifallet                                                                | abric rocós                                    |                                                          | 40° 57′ 13″ N, 0° 32′ 57″ E / 40.9535483275748°N,0.54919582535359°E                                     |                                            |                          | Modifica les dades a Wikidata |
|        | Ebre                            | Cantàbria País Basc Navarra Aragó Catalunya                               | riu                                            | Desemboca: mar Mediterrània Llarg: 910km Conca: 86800km² | 43° 02′ 15″ N, 4° 22′ 12″ O / 43.0375°N,4.37°O 40° 43′ 43″ N, 0° 52′ 09″ E / 40.728527°N,0.869293°E     |                                            | Ebro River               | Modifica les dades a Wikidata |
|        | Estació de tren de Benifallet   | Benifallet                                                                | estació de ferrocarril                         | Estil: arquitectura popular                              | 40° 58′ 09″ N, 0° 29′ 47″ E / 40.9692°N,0.49634°E                                                       | bé integrant del patrimoni cultural català | Benifallet train station | Modifica les dades a Wikidata |
|        | Illa i galatxo de Benifallet    | Benifallet                                                                | zona humida                                    | Superfície: 4.81ha                                       | 40° 58′ 27″ N, 0° 30′ 45″ E / 40.9742°N,0.512569°E 10 msnm                                              |                                            |                          | Modifica les dades a Wikidata |
|        | Tormines de la Vall             | Benifallet                                                                | avenc                                          |                                                          | 40° 58′ 26″ N, 0° 30′ 05″ E / 40.9739476946151°N,0.501308104495001°E                                    |                                            |                          | Modifica les dades a Wikidata |
|        | Torre de Mollet                 | Benifallet                                                                | sínia                                          |                                                          | 40° 57′ 28″ N, 0° 30′ 20″ E / 40.957815°N,0.505423°E ca:Riba dreta de l'Ebre, prop del mas Mollet       | bé integrant del patrimoni cultural català |                          | Modifica les dades a Wikidata |
|        | casa consistorial de Benifallet | Benifallet                                                                | casa consistorial                              |                                                          | 40° 58′ 27″ N, 0° 31′ 04″ E / 40.9740867°N,0.5178976°E                                                  |                                            |                          | Modifica les dades a Wikidata |
|        | creu de terme de Benifallet     | Benifallet                                                                | creu de terme                                  | Estil: arquitectura popular                              | 40° 58′ 47″ N, 0° 31′ 26″ E / 40.9796°N,0.523801°E ca:Sortida del poble en direcció a Rasquera          | bé integrant del patrimoni cultural català |                          | Modifica les dades a Wikidata |
|        | el Canaletes                    | Horta de Sant Joan Bot Prat de Comte Gandesa el Pinell de Brai Benifallet | curs d'aigua                                   | Desemboca: Ebre                                          | 40° 53′ 03″ N, 0° 21′ 33″ E / 40.88405°N,0.359131°E 40° 57′ 44″ N, 0° 30′ 33″ E / 40.96218°N,0.509157°E |                                            | El Canaletes             | Modifica les dades a Wikidata |
|        | illa del Pastisset              | Benifallet                                                                | illa fluvial                                   |                                                          | 41° 00′ 22″ N, 0° 33′ 37″ E / 41.006137°N,0.560387°E Ebre                                               |                                            |                          | Modifica les dades a Wikidata |
|        | la Garita                       | Benifallet                                                                | torre de defensa                               |                                                          | 40° 57′ 51″ N, 0° 27′ 13″ E / 40.9641550173156°N,0.453494933703973°E                                    |                                            |                          | Modifica les dades a Wikidata |
|        | pas de l'Ase                    | Benifallet Rasquera                                                       | collada                                        |                                                          | 40° 58′ 01″ N, 0° 34′ 48″ E / 40.967°N,0.5801°E 644.7 msnm                                              |                                            |                          | Modifica les dades a Wikidata |